# Хаљаса (Сучава)
Хаљаса (рум. Hăleasa) насеље је у Румунији у округу Сучава у општини Броштени. Oпштина се налази на надморској висини од 614 m.

## Становништво
Према подацима из 2002. године у насељу је живело 263 становника, од којих су сви румунске националности.